# فوربزگان
فوربزگان (به انگلیسی: Forbesganj) یک منطقهٔ مسکونی در هند است که در بخش آراریا واقع شده‌است. فوربزگان ۳ کیلومتر مربع مساحت و ۳٫۵۱l نفر جمعیت دارد و ۴۶ متر بالاتر از سطح دریا واقع شده است.